# Giudecca
Giudecca (w języku weneckim Giudèca, starsze wersje Zudèca i Zuèca) – wyspa (lub raczej grupa wysp połączonych ze sobą) położona na południe od historycznego centrum Wenecji w Północnych Włoszech. Leży naprzeciw dzielnicy Dorsoduro, od której oddziela ją kanał – Canale della Giudecca. Administracyjnie Giudecca jest częścią Dorsoduro.
Do wyspy (4802 mieszkańców) przyłączona została wysepka Sacca Fisola (1480 mieszkańców). Wysepka ta położona jest przy zachodnim krańcu Giudecchi (czytaj dżiudekki). Mieszkańcy Wenecji uczynili ją zamieszkałą dzięki zrealizowanemu projektowi rewitalizacji.
Giudecca jest największą z wysp Wenecji i zarazem położoną najbliżej jej historycznego centrum.

## Etymologia nazwy wyspy
Wyspa jest zamieszkana od IX wieku. Pierwotnie nosiła nazwę Spina Longa, ze względu na swą podłużną formę, przypominającą rybią ość.
Nazwa wyspy, według jednych, wskazuje na dawną obecność na niej wspólnoty żydowskiej, poświadczoną przez istnienie dwóch synagog (niezachowanych) oraz poprzez odnalezienie, w pobliżu kościoła Le Zitelle, kamienia z napisami w języku hebrajskim. Według innych jednak nazwa wyspy pochodzi od terminu „zudegà” (wł. „giudicato” – prawn. uprawomocniony wyrok), w nawiązaniu do orzeczenia z IX wieku, według którego przyznawano tu grunty niektórym rodzinom, wypędzanym z Wenecji, a następnie odwoływanym z wygnania.
Inna jeszcze teoria wskazuje na zapożyczenie nazwy ze świata rzemiosła. Garbarze używali do garbowania skór substancji organicznych uzyskiwanych z konkretnych gatunków roślin. W Wenecji Euganejskiej i w Prowincji Trydentu rośliny takie nazywane są zuèc, zueccam czy zuecchi. W Istrii natomiast spotyka się często nazwę Zudeca na określenie miejsca, w którym garbowano skórę.

## Historia
W południowej części wyspy w dawnych czasach starożytnych istniała strefa zieleni, składająca się z sadów i ogrodów, do której latem i jesienią przyjeżdżała wenecka arystokracja. Wyrosły tu wille i ogrody patrycjuszowskie, a wyspa stała się oazą spokoju i wypoczynku, podziwianą przez Michała Anioła i Alfreda de Musset, którzy marzyli o pozostaniu tu na zawsze.

## Architektura

### Architektura sakralna
Na wyspie został wzniesiony szereg budowli sakralnych i świeckich stanowiących dzisiaj dziedzictwo jej przeszłości.

#### Kościół Il Redentore

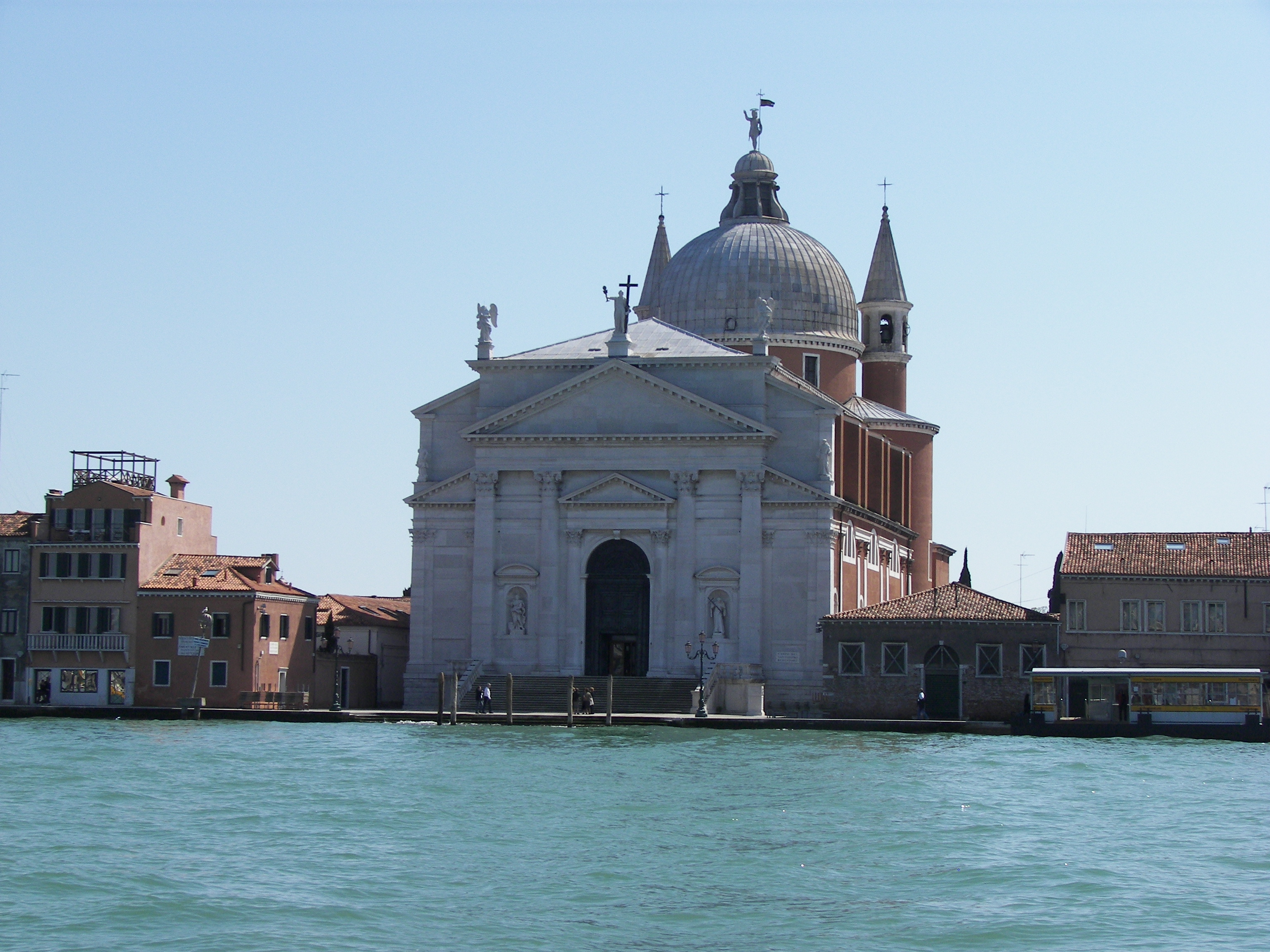
Kościół Il Redentore

Między 1577 a 1592 rokiem zbudowano kościół Il Redentore (Odkupiciela, Najświętszego Zbawiciela) według projektu Andrei Palladia. Kościół miał być wyrazem wdzięczności mieszkańców Wenecji za ustanie zarazy, która w 1576 roku zabiła jedną trzecią populacji. Stąd bierze swój początek tradycyjne święto weneckie – Festa del Redentore (Święto Odkupiciela).
Fasada kościoła, poprzedzona schodami, jest rozczłonkowana półkolumnami i pilastrami, na których wspiera się trójkątny tympanon, zwieńczony posągiem Zbawiciela. W niszach flankujących portal znajdują się posągi Świętego Marka i Świętego Franciszka z Asyżu. Sklepienie przekrywa ogromna kopuła, flankowana z zewnątrz dwiema wieżyczkami, pełniącymi rolę dzwonnic. W kościele znajdują się obrazy malarzy weneckich, w tym w zakrystii Madonna ze śpiącym Dzieciątkiem Antonia Vivariniego.

#### Kościół Le Zitelle

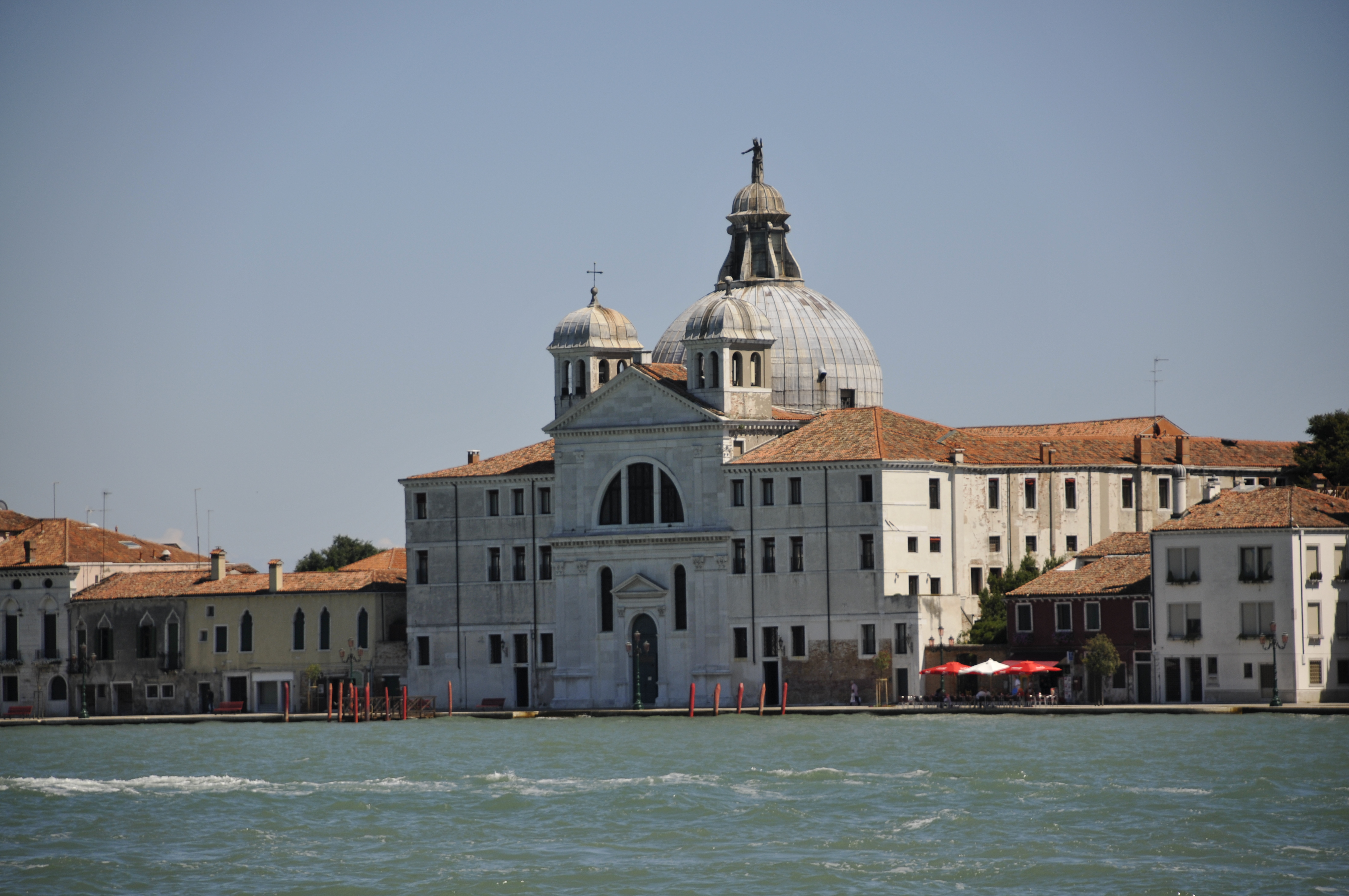
Kościół Le Zitelle

Kolejnym kościołem wyspy jest Kościół Matki Bożej Ofiarowania lub inaczej Kościół Panien Bez Posagu (wł. Chiesa delle Zitelle). Stanowił on wraz z całym otaczającym go kompleksem swego rodzaju szkołę dla panien bez uposażenia, które mogły w niej nauczyć się zawodu, m.in. koronkarstwa.
Kościół wraz z otaczającym go z trzech stron przytułkiem stanowi jednolity kompleks architektoniczny. Jest on trzecim kościołem zaprojektowanym przez Andreę Palladia (po kościołach San Giorgio Maggiore i Il Redentore i zarazem trzecim ukończonym pośmiertnie. Zbudowany został na planie kwadratu ze ściętymi narożnikami i jest prawie całkowicie przykryty kopułą

#### Kościół Sant’Eufemia

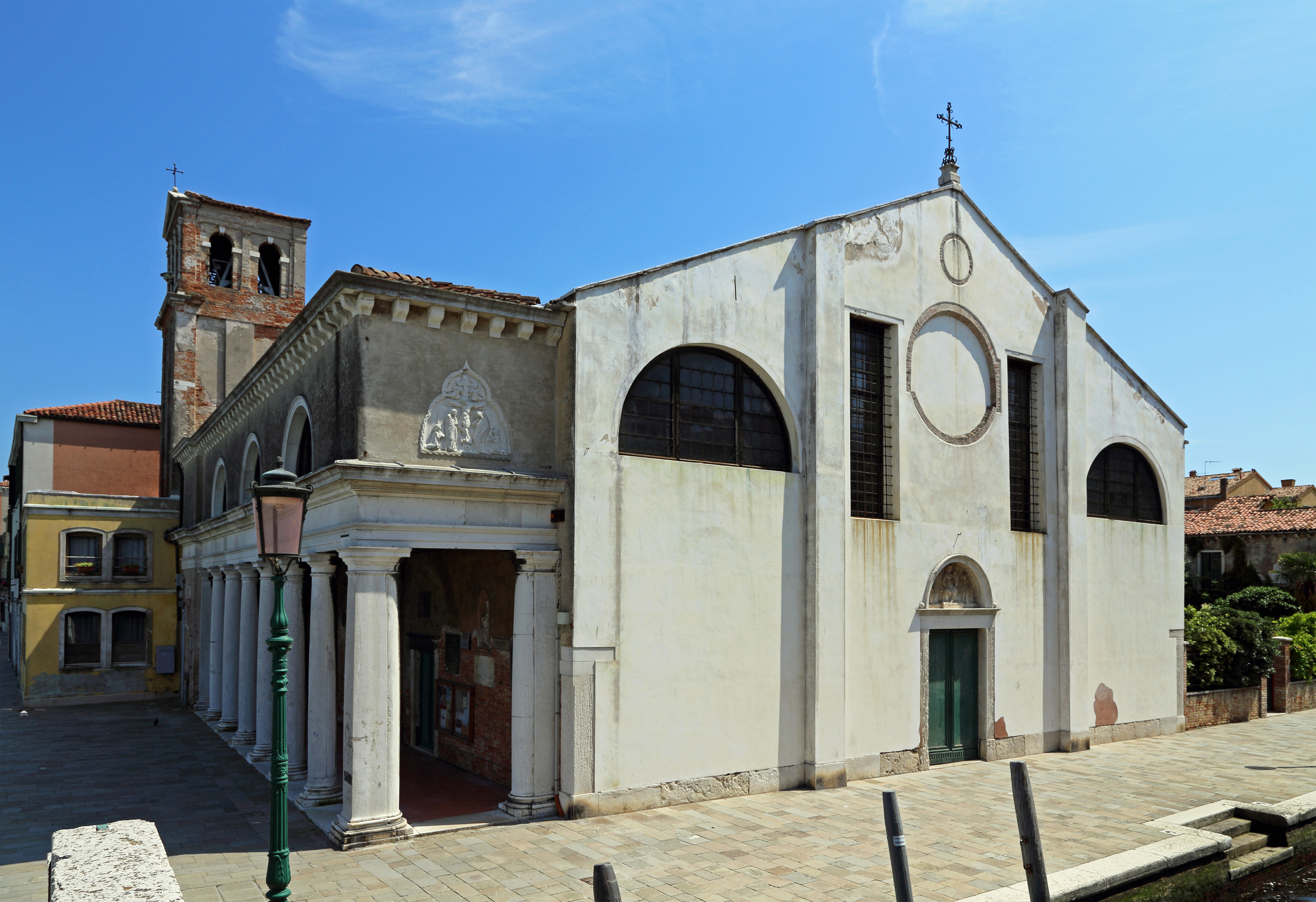
Kościół Sant’Eufemia

Kościół Sant’Eufemia zbudowany został w IX wieku w stylu wenecko-bizantyńskim jako trzynawowa bazylika. Był początkowo dedykowany czterem świętym: Eufemii z Chalcedonu, Dorocie, Tekli i Erazmie. Z czasem w użyciu pozostało tylko to pierwsze wezwanie. W ciągu swych dziejów był kilkakrotnie odnawiany i przebudowywany (w latach:952, 1371, w II poł. XVI i XVIII w.). We wnętrzu elementy oryginalnej architektury bizantyńskiej sąsiadują z rokokowym wystrojem w biało-zielono-złotych tonacjach. Freski na sklepieniu wykonał Giambattista Canal. Do arcydzieł zaliczają się malowidła Święty Roch i anioł Bartolomea Vivariniego oraz Madonna z Dzieciątkiem.

#### Pozostałe zabytki
Pozostałe budowle sakralne to kościół św. Krzyża oraz rozebrany w XIX w. kościół świętych Błażeja i Katalda (powstał według projektów Domenico Rossiego i Giorgio Massariego).

### Architektura świecka
Zabytkowymi świeckimi budowlami na Giudecce są: Molino Stucky (zamieniony w 2007 roku na hotel sieci Hilton), budynek Hotelu Cipriani, Casa dei Tre Oci (styl neogotycki) oraz Villa Herriot (styl eklektyczny).

#### Molino Stucky

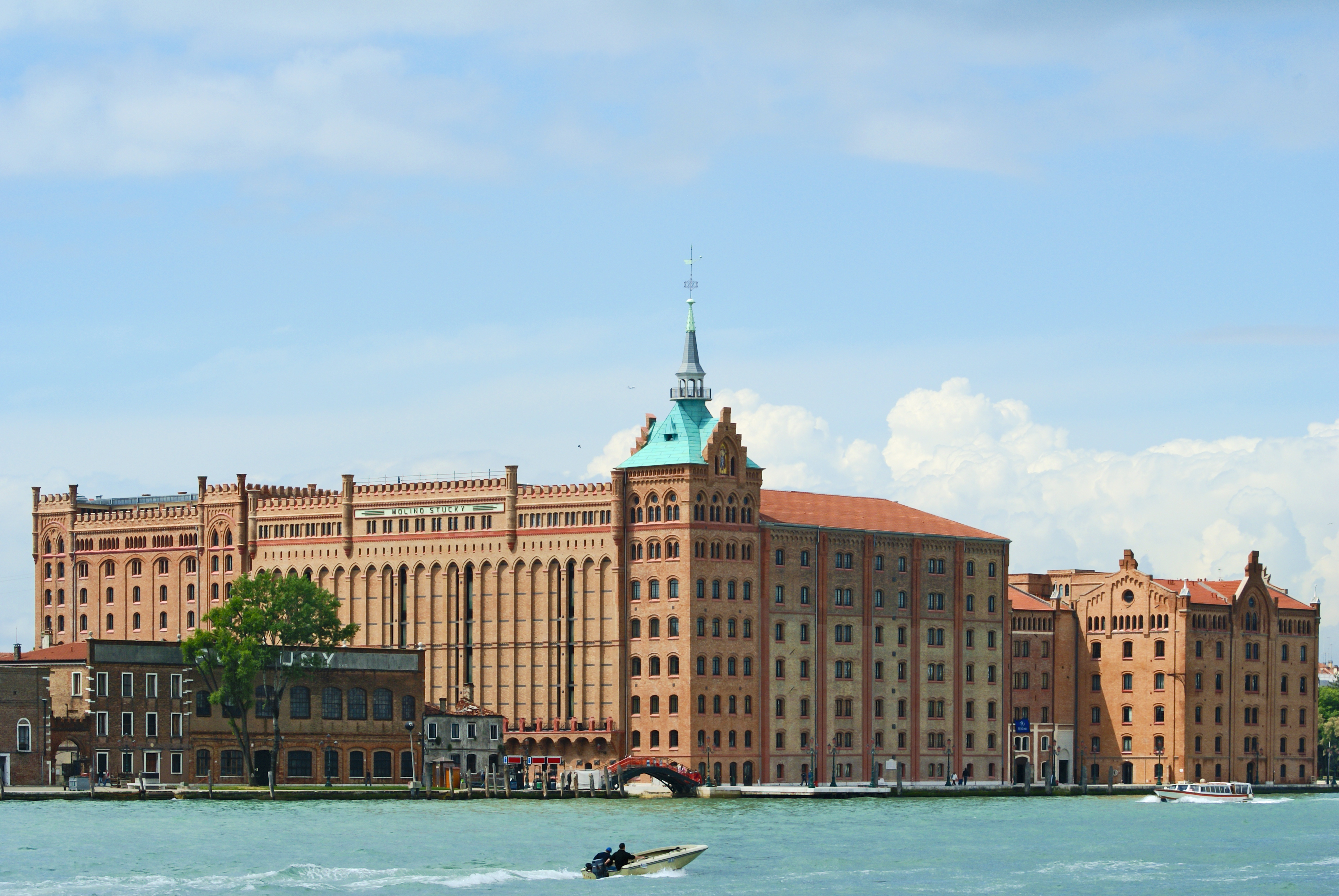
Molino Stucky – widok od strony Canale della Giudecca

Molino Stucky (pol. Młyn Stucky’ego) – były młyn zbożowy, zbudowany pod w latach 1895–1897 koniec XIX wieku w stylu neogotyckim na zlecenie przedsiębiorcy Giovanniego Stucky’ego według projektu niemieckiego architekta Ernsta Wullekopfa. Do realizacji projektu architekt wybrał materiały i elementy średniowiecznej architektury niemieckiej, takie jak terakota, sterczyny i wieżyczki nawiązujące do średniowiecznych katedr i ratuszy tworząc budowlę będącą przykładem eklektyzmu architektonicznego. Kompleks Stucky’ego wrósł w pejzaż architektoniczny Wenecji stając się przykładem północnych stylu neogotyckiego w architekturze Włoch, a zarazem jednym z najbardziej prestiżowych przykładów włoskiej architektury przemysłowej. W 1980 roku na mocy uchwały Rady Miejskiej Wenecji podjęto renowację całego kompleksu z zamiarem przekształcenia go w hotel i centrum kultury. W 1988 roku Młyn Stucky’ego został uznany za zabytek. W 1992 roku podjęto decyzję o przebudowaniu go na hotel sieci Hilton. 15 kwietnia 2003 roku, podczas prac rekonstrukcyjnych spłonął w pożarze dawny spichlerz zbożowy, architektonicznie najciekawsza część kompleksu. Jego zewnętrzna ściana od strony Rio di San Biagio zawaliła się wpadając do kanału. Budynek zrekonstruowano z zachowaniem rygorystycznych warunków dotyczących ochrony zabytków.
1 czerwca 2007 roku otwarto 5-gwiazdkowy hotel Hilton Molino Stucky Venice. Znajduje się w nim 379 pokoi, największe w mieście hotelowe centrum konferencyjne i zdrowotne, a także jedyny w Wenecji basen na dachu.

#### Casa dei Tre Oci

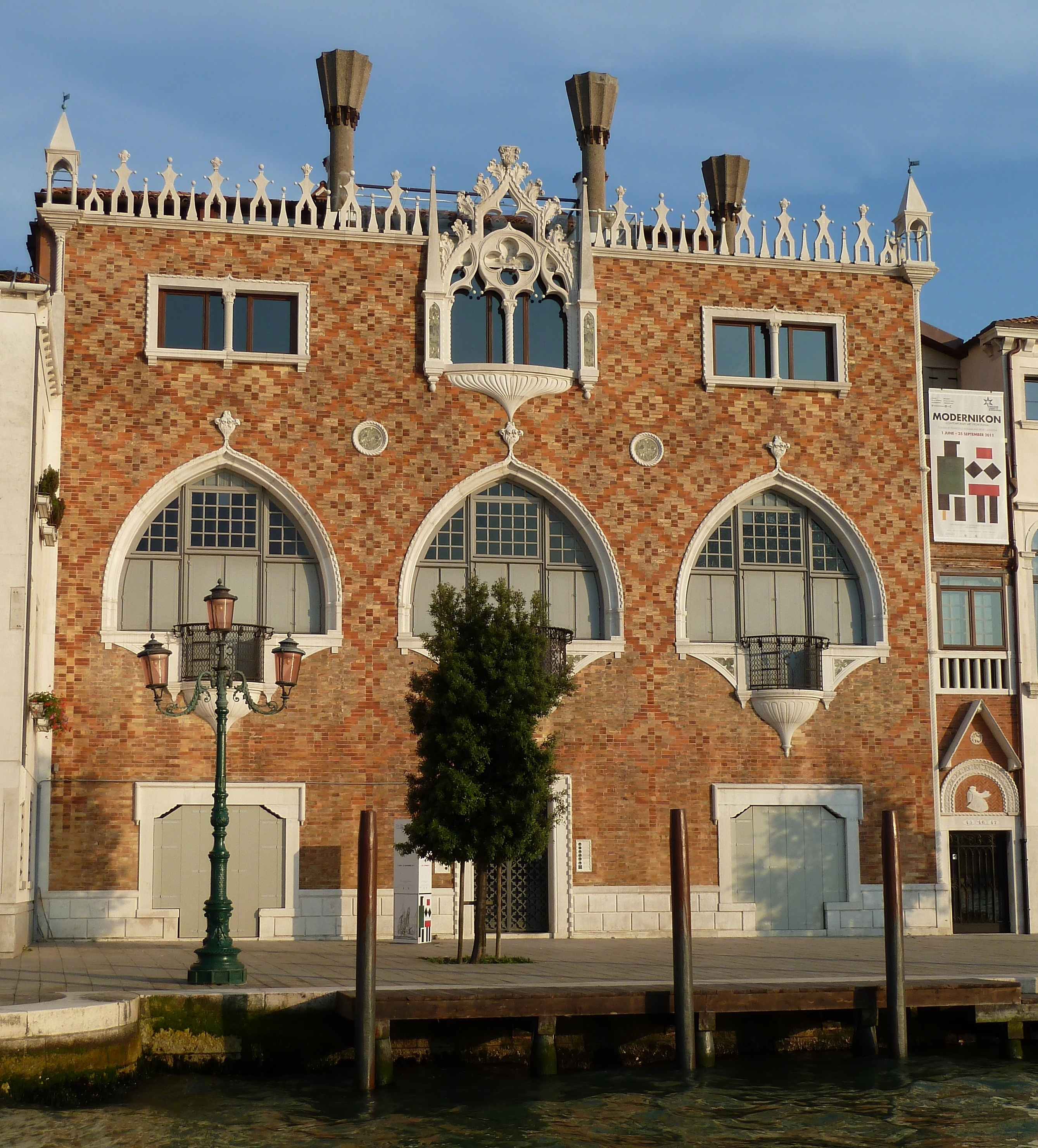
Casa dei Tre Oci – widok od strony Canale della Giudecca

Pałac Casa dei Tre Oci Budynek został zaprojektowany i zbudowany między 1912 a 1913 rokiem przez malarza Mario de Maria (1852-1924) dla upamiętnienia jego ulubionej córki Silvii, zmarłej kilka lat wcześniej. Trzy okna w elewacji budynku reprezentują trzech żyjących członków rodziny artysty: jego samego, żony Emilii Voight i ich syna Astolfo, natomiast okno powyżej symbolizuje ich zmarłą córkę. Miały one poza tym za zadanie oświetlenie wnętrza atelier, ponieważ pałacyk był pomyślany także jako pracownia artysty. Wątki neogotyckie w architekturze budynku stały się punktem wyjścia do nowych rozwiązań architektonicznych.
Po śmierci Mario de Marii w pałacyku mieszkał i pracował jego syn Astolfo wraz z żoną Adele. Później, aż do lat 80. budynek służył różnym celom artystycznym i kulturalnym.
Ze względu na swe walory architektoniczne został uznany w 2007 roku przez Direzione Regionale per i Beni Culturali e Paesaggistici del Veneto za obiekt o znaczeniu historycznym i artystycznym. Po zakupieniu go w 2000 roku przez Polymnię, stowarzyszenie w ramach Fondazione di Venezia palac Casa dei Tre Oci został w 2012 roku udostępniony publiczności jako centrum wystawowe sztuki współczesnej, ze szczególnym zwróceniem uwagi na fotografię.

## Komunikacja
Na wyspie znajdują się cztery przystanki vaporetto, weneckiego tramwaju wodnego: Zitelle, Redentore, Palanca i Sacca Fisola. Wyspę obsługują tramwaje linii nr 2 (vaporetto) oraz 41 i 42 (motorówka), zatrzymując się na wszystkich czterech przystankach. Nocą wyspę obsługują tramwaje linii N, która kursują trasą dziennej linii nr 2.

## Konotacje w kulturze
Dante w Boskiej komedii piekło nazywa zamiennie Giudeccą lub Cocito.
Wyspa pojawia się w kryminale Donny Leon „Dziewczyna z jego snów” jako miejsce dosyć niebezpieczne, gdzie dochodzi do częstych bójek.
Wyspa pojawia się również w powieści dla dzieci i młodzieży „Dziewczynka z Szóstego Księżyca” Moony Witcher. W centrum wyspy położona jest Willa „Espasia”, należąca do dziadków głównej bohaterki Niny.